# 蠟筆小新：超華麗！灼熱的春日部舞者們
《蠟筆小新：超華麗！灼熱的春日部舞者》是將於2025年8月8日上映的日本動畫電影，由橋本昌和執導，上野貴美子編劇，改編自漫畫家臼井儀人創作的漫畫系列《蠟筆小新》，同時也是該系列第32部劇場版。

## 概要
- 本作是首次以印度為舞臺的作品，也是繼2019年《新婚旅行風暴～奪回廣志大作戰～》後時隔6年再次以海外為舞臺的劇場版。
- 本作首次以「春日部防衛隊」的阿呆和小新成為共同主角。
- 本作是導演橋本昌和和編劇上野貴美子繼2022年《幽靈忍者珍風傳》後，時隔3年回歸執導和編劇的電影版。
- 導演橋本昌和曾經在受訪中提過，同樣由他本人執導的2015年《蠟筆小新》系列電影《我的搬家物語 仙人掌大襲擊》的初稿是以印度為舞臺，但當時製作公司東寶因不同理由拒絕，最終改墨西哥作為舞臺，導演表示10年後能把原先計畫重新放上大銀幕，對此感到高興。
- 繼《我們的恐龍日記》後，車庫娛樂公司二度代理電影版。
- 本作為香港及澳門第二部與日本同日上映的蠟筆小新電影版，也是第三部同時上映日粵雙語配音和第二部被列為第I級（澳門分級首部評為A組）的電影動畫。

## 登場角色
| 角色                     | 配音員                  | 配音員   | 配音員   |
| 角色                     | 日本                    | 臺灣     | 香港     |
| 原著角色                 | 原著角色                | 原著角色 | 原著角色 |
| ------------------------ | ----------------------- | -------- | -------- |
| 野原新之助               | 小林由美子              |          | 王慧珠   |
| 阿呆                     | 佐藤智惠                |          | 姜麗儀   |
| 風間徹                   | 真柴摩利                |          | 周恩恩   |
| 櫻田妮妮                 | 林玉緒                  |          | 陳子瑩   |
| 佐藤正男                 | 一龍齋貞友              |          | 張彩虹   |
| 野原美冴                 | 楢橋美紀                |          | 譚淑英   |
| 野原廣志                 | 森川智之                |          | 黃志明   |
| 野原向日葵               | 興梠里美                |          |          |
| 野原小白                 | 真柴摩利                |          |          |
| 本作角色                 |                         |          |          |
| 烏魯夫                   | 賀來賢人                |          | 吳啟洋   |
| ウフンアハーン           | 小峠英二 （バイきんぐ） |          |          |
| バイト君                 | 西村瑞樹 （バイきんぐ） |          |          |
| 艾莉安娜                 | 瀨戶麻沙美              |          | 雲浩影   |
| 卡比爾                   | 山寺宏一                |          |          |
| 迪爾                     | 速水獎                  |          |          |
| キューブ・スゴイキューブ | 日高範子                |          |          |
| フラグタテルデー         | 寶龜克壽                |          |          |
| ラーテル                 | 坂本千夏                |          |          |

## 製作人員
- 原著：臼井儀人
- 導演：橋本昌和
- 編劇：上野貴美子
- 製作公司：SHIN-EI動畫、朝日電視台、旭通廣告、雙葉社
- 發行商：東寶

## 外部連結
- 官方网站 （日語）
- 互联网电影数据库（IMDb）上《蠟筆小新：超華麗！灼熱的春日部舞者們》的资料（英文）
- 開眼電影網上《蠟筆小新：超華麗！灼熱的春日部舞者們》的資料（繁體中文）
- 豆瓣电影上《蠟筆小新：超華麗！灼熱的春日部舞者們》的資料 （简体中文）